# Galarim
Galarim é um elemento arquitectónico característico da cidade de Elvas. Remata a casa, ponto de acesso ao terraço e de observação dos domínios dos seus proprietários. Teria a função de secar a famosa Ameixa de Elvas (entre outros frutos) e permitir o namoro decoroso à distância e controlado.
Este elemento deu nome à moeda local criada em 1770 quando da expulsão dos jesuítas da cidade e consequente alienação do seu património. Esta moeda serviu para facilitar as transacções daquele momento histórico e manteve-se em circulação até meados do século passado. Muitos dos negócios feitos pelas fábricas de Ameixas de Elvas realizaram-se nesta moeda.